# بطولة إفريقيا لكرة القدم للشباب 2011
بطولة أفريقيا لكرة القدم للشباب 2011 (بطولة أورانج الشباب الأفريقية لأسباب الرعاية) هي مسابقة كرة قدم لمستوى تحت 20 سنة للفرق الوطنية في أفريقيا. كانت من المقرر عقدها في ليبيا من الثامن عشر من مارس إلى الأول من إبريل. في أعقاب الاضطرابات السياسية في المنطقة، قرر الكاف تأجيل المسابقة، قبل أن يقرر بأن جنوب أفريقيا ستكون المستضيف الجديد، مع المباريات تأخذ مكانها ما بين 17 إبريل و2 مايو.
بما أن البطولة بمثابة تصفيات لكأس العالم للشباب تحت 20 سنة 2011 المسابقة يجب أن تلعب قبل نهاية يونيو 2011.

## التصفيات

### الدور التمهيدي
مباريات الذهاب سوف تلعب في 16 و17 و18 أبريل 2010. ومباريات الإياب في 30 و31 مايو. الفائز من إجمالي نتيجة المبارتين يتأهل الي الدور الأول.
| فريق 1                 | النتيجة | فريق 2              | المباراة 1 | المباراة 2 |
| ---------------------- | ------- | ------------------- | ---------- | ---------- |
| جمهورية أفريقيا الوسطى | 7–1     | الكونغو الديمقراطية | 3–0        | 4–1        |
| توغو                   | 2–2(a)  | غينيا               | 2–1        | 0–1        |
| موريشيوس               | w/o     | جزر القمر           |            |            |
| أوغندا                 | w/o     | إثيوبيا             |            |            |
| السنغال                | 1–0     | تونس                | 0–0        | 1–0        |
| ليسوتو                 | 7–2     | موزمبيق             | 6–1        | 1–1        |
| إريتريا                | w/o     | كينيا               |            |            |
| ملاوي                  | 3–5     | تنزانيا             | 2–2        | 1–3        |
| سيراليون               | 2–1     | الجزائر             | 2–0        | 0–1        |
| ناميبيا                | w/o     | زيمبابوي            |            |            |
| غينيا الاستوائية       | 1–4     | الغابون             | 0–3        | 1–1        |
| تشاد                   | 7–4     | بوروندي             | 5–0        | 2–4        |

### الدور الأول
مباريات ذهاب الدور الأول سوف تلعب في 23 و24 و25 يوليو 2010. ومباريات الإياب في 6 و7 8 أغسطس. الفائز من إجمالي نتيجة المبارتين يتأهل الي الدور الثاني.
| فريق 1          | النتيجة | فريق 2                 | المباراة 1 | المباراة 2 |
| --------------- | ------- | ---------------------- | ---------- | ---------- |
| الكاميرون       | 1-5     | جمهورية أفريقيا الوسطى | 0-4        | 1-1        |
| جمهورية الكونغو | 2-3     | رواندا                 | 0-2        | 2-1        |
| نيجيريا         | 1-2     | غينيا                  | 0-2        | 1-0        |
| زامبيا          | 3-2     | موريشيوس               | 0-1        | 3-1        |
| مصر             | 1-2     | أوغندا                 | 0-2        | 1-0        |
| المغرب          | 2-0     | السنغال                | 2-0        | 0-0        |
| جنوب أفريقيا    | 3-2     | ليسوتو                 | 2-0        | 1-2        |
| السودان         | 3-0     | كينيا                  | 2-0        | 1-0        |
| ساحل العاج      | 1-2     | تنزانيا                | 0-1        | 1-1        |
| غامبيا          | 1-4     | سيراليون               | 1-4        | 0-0        |
| غانا            | 1-5     | ناميبيا                | 0-4        | 1-1        |
| بنين            | 4-2     | بوركينا فاسو           | 0-0        | 4-2        |
| أنغولا          | 3-2     | الغابون                | 0-2        | 3-0        |
| مالي            | 0-4     | تشاد                   | 0-2        | 0-2        |

### الدور الثاني
مباريات ذهاب الدور الثاني سوف تلعب في 24 و25 و26 سبتمبر 2010. ومباريات الإياب في 22 و23 24 أكتوبر. الفائز من إجمالي نتيجة المبارتين يتأهل الي النهائيات.
| فريق 1    | النتيجة | فريق 2          | المباراة 1 | المباراة 2 |
| --------- | ------- | --------------- | ---------- | ---------- |
| السنغال   | 3-1     | مصر             | 0-1        | 3-0        |
| بنين      | 6-1     | غانا            | 2-0        | 4-1        |
| غامبيا    | 0-2     | ساحل العاج      | 0-1        | 0-1        |
| نيجيريا   | 1-4     | موريشيوس        | 0-2        | 1-2        |
| الكاميرون | 0-3     | جمهورية الكونغو | 0-1        | 0-2        |
| كينيا     | 1-0     | ليسوتو          | 1-0        | 0-0        |
| مالي      | 2-3     | الغابون         | 1-3        | 1-0        |

## الفرق المتأهلة
- الكاميرون
- مصر
- غامبيا
- غانا
- ليسوتو
- مالي
- نيجيريا
- جنوب إفريقيا (مستضيف، يستبدل  ليبيا)

## الأماكن
جوهانسبرغ أختيرت كمكان لبطولة أورانج للشباب الأفريقية 2011. المباريات سوف تلعب على ملعبين في جوهانسبرغ. ملعب دوبسونفيل، ملعب نادي موروكا سوالوفس وملعب راند، ملعب جومو كوسموس.

## القرعة
قرعة المسابقة النهائية أجريت يوم 4 يناير 2011 في طرابلس، سوف تقسم الفرق الثمان إلى مجموعتين مستاوية.

## المسابقة النهائية

### مجموعة 1
| فريق         | نقط | فرق | عليه | له | خ | ت | ف  | لعب |
| ------------ | --- | --- | ---- | -- | - | - | -- | --- |
| مالي         | 3   | 2   | 1    | 0  | 6 | 3 | 3  | 7   |
| مصر          | 3   | 2   | 0    | 1  | 3 | 1 | 2  | 6   |
| جنوب إفريقيا | 3   | 1   | 0    | 2  | 4 | 6 | -2 | 3   |
| ليسوتو       | 3   | 0   | 1    | 2  | 2 | 5 | -3 | 1   |

| جنوب إفريقيا     | 4 – 2 | مالي                                       |
| ---------------- | ----- | ------------------------------------------ |
| نغوزانا 20'، 77' | تقرير | دومبيا 11' · كوليبالي 22'، 38' · ديالو 67' |

| مصر                         | 0 – 2 | ليسوتو |
| --------------------------- | ----- | ------ |
| حجازي 46' · صلاح 63' (ضرب.) | تقرير |        |

| ليسوتو        | 2 – 1 | جنوب إفريقيا              |
| ------------- | ----- | ------------------------- |
| ل. مارابي 66' | تقرير | كوابينغ 22' · نغوزانا 32' |

| مالي | 0 – 1 | مصر |
| ---- | ----- | --- |
|      |       |     |

| جنوب إفريقيا | 1 – 0 | مصر |
| ------------ | ----- | --- |
|              |       |     |

| مالي | 1 – 1 | ليسوتو |
| ---- | ----- | ------ |
|      |       |        |

### مجموعة 2
| فريق      | نقط | فرق | عليه | له | خ | ت | ف  | لعب |
| --------- | --- | --- | ---- | -- | - | - | -- | --- |
| الكاميرون | 3   | 2   | 1    | 0  | 3 | 1 | 2  | 7   |
| نيجيريا   | 3   | 2   | 0    | 1  | 4 | 2 | 2  | 6   |
| غانا      | 3   | 0   | 2    | 1  | 3 | 4 | -1 | 2   |
| غامبيا    | 3   | 0   | 1    | 2  | 1 | 4 | -3 | 1   |

| غانا | 2 - 1 | نيجيريا |
| ---- | ----- | ------- |
|      |       |         |

| الكاميرون | 0 - 1 | غامبيا |
| --------- | ----- | ------ |
|           |       |        |

| نيجيريا | 1 - 0 | الكاميرون |
| ------- | ----- | --------- |
|         |       |           |

| غانا | 1 - 1 | غامبيا |
| ---- | ----- | ------ |
|      |       |        |

| غانا | 1 - 1 | الكاميرون |
| ---- | ----- | --------- |
|      |       |           |

| نيجيريا | 0 - 2 | غامبيا |
| ------- | ----- | ------ |
|         |       |        |

## دور خروج المغلوب
جميع الفرق التي تصل إلى هذه المرحلة النهائية البالعة 4 فرق تتأهل لكأس العالم تحت 20 سنة في كولومبيا 2011
|  | نصف النهائي                          | نصف النهائي                          |   |                                   | النهائي                           | النهائي |  |
|  |                                      |                                      |   |                                   |                                   |         |  |
|  | 28 أبريل - ملعب دوبسونفيل، جوهانسبرغ |                                      |   |                                   |                                   |         |  |
|  | مالي                                 | 0                                    |   |                                   |                                   |         |  |
|  | نيجيريا                              | 2                                    |   |                                   |                                   |         |  |
|  |                                      |                                      |   |                                   |                                   |         |  |
|  |                                      |                                      |   |                                   | 1 ماي - ملعب دوبسونفيل، جوهانسبرغ |         |  |
|  |                                      |                                      |   |                                   | نيجيريا                           | 3       |  |
|  |                                      | الكاميرون                            | 2 |                                   |                                   |         |  |
|  |                                      |                                      |   |                                   |                                   |         |  |
|  |                                      |                                      |   |                                   |                                   |         |  |
|  |                                      |                                      |   |                                   | المركز الثالث                     |         |  |
|  | 28 أبريل - ملعب دوبسونفيل، جوهانسبرغ | 28 أبريل - ملعب دوبسونفيل، جوهانسبرغ |   | 1 ماي - ملعب دوبسونفيل، جوهانسبرغ | 1 ماي - ملعب دوبسونفيل، جوهانسبرغ |         |  |
|  | مصر                                  | 2                                    |   | مالي                              | 0                                 |         |  |
|  | الكاميرون                            | 4                                    |   |                                   | مصر                               | 1       |  |

### دور النصف النهائي
| نيجيريا                           | 0 – 2 | مالي |
| --------------------------------- | ----- | ---- |
| نووفور 22' · أوكورو (90+2)، ركل.' | تقرير |      |

| الكاميرون | 0 – 0 (و.إ) | مصر |
| --------- | ----------- | --- |
|           | تقرير       |     |

### المركز الثالث
| مصر      | 0 – 1 | مالي |
| -------- | ----- | ---- |
| حمدي 48' | تقرير |      |

### النهائي
| الكاميرون             | 3 – 2 | نيجيريا                               |
| --------------------- | ----- | ------------------------------------- |
| أهندزا 82' · سايي 85' | تقرير | كيودي 75' · نووفور 80' · إنفوه (90+2) |

## البطل
| فائز بطولة أفريقيا لكرة القدم للشباب 2011 |
| ----------------------------------------- |
| · نيجيريا · للمرة سادس                    |

| المركز الثاني | المركز الثالث | المركز الرابع |
| ------------- | ------------- | ------------- |
| الكاميرون     | مصر           | مالي          |

## الجوائز
- الهداف:  أوتشي نووفور
- اللعب للضيف في الدورة:  أحمد الشناوي
- لاعب الدورة:  إدغار سالي

## روابط خارجية
- كأس أفريقيا للشباب 2011 صفحة البطولة على موقع الاتحاد الأفريقي لكرة القدم الرسمي.
- بطولة أفريقيا لكرة القدم للشباب 2011 صفحة البطولة على موقع rsssf.com
- بطولة أفريقيا لكرة القدم للشباب 2011 صفحة البطولة على موقع سوكرواي